# Labastide-du-Haut-Mont
Labastide-du-Haut-Mont is een gemeente in het Franse departement Lot (regio Occitanie) en telt 43 inwoners (2009). De plaats maakt deel uit van het arrondissement Figeac.

## Geografie
De oppervlakte van Labastide-du-Haut-Mont bedraagt 10,0 km², de bevolkingsdichtheid is dus 4,3 inwoners per km².
De onderstaande kaart toont de ligging van Labastide-du-Haut-Mont met de belangrijkste infrastructuur en aangrenzende gemeenten.

## Demografie
Onderstaande figuur toont het verloop van het inwonertal (bron: INSEE-tellingen).

1. ↑  Populations de référence 2022.